# Joan Reventós i Carner
Joan Reventós i Carner (Barcelona, 26 de juliol de 1927 - 13 de gener de 2004) va ser un destacat polític català, un dels fundadors del Partit dels Socialistes de Catalunya, i president del Parlament de Catalunya.

## Biografia

### Inicis
Nascut el 26 de juliol de 1927 a Barcelona, era net de Jaume Carner i Romeu i fill de Manuel Reventós i Bordoy. Durant l'època d'estudiant, va militar en diverses organitzacions clandestines antifranquistes i nacionalistes, entre d'elles el Grup Torras i Bages i la Comissió Abat Oliba.

### Trajectòria durant el franquisme
El 1950 va obtenir la llicenciatura en Dret per la Universitat de Barcelona, on més tard seria professor a les facultats de Dret i Economia. Ingressà al Moviment Socialista de Catalunya (MSC) i n'esdevingué un dels líders. Fou detingut per la seva militància política el 1957 i passà uns quants mesos a la presó. Vinculat a la Companyia d'Indústries Agrícoles per herència, treballà al grup editorial Seix-Barral i Ariel. El 1958, essent professor a la universitat, fou expulsat i empresonat durant tres mesos per la seva activitat política. Seria readmès a la Universitat més endavant, però tornat a expulsar per haver signat un document en què es demanava la dimissió del rector de la UB i del ministre d'Educació.
El 1974 s'integrà a Convergència Socialista de Catalunya (CSC) i el 1976 va fundar al Partit Socialista de Catalunya-Congrés. El 1977, aquest partit es va presentar a les eleccions generals en coalició amb la Federació Socialista Catalana del PSOE. Aquesta coalició es va convertir més tard després d'un procés d'unificació2019 en el Partit dels Socialistes de Catalunya (PSC-PSOE) l'any 1978, del qual va ser elegit primer secretari.

### L'etapa democràtica
Va formar part del govern de Josep Tarradellas durant la Generalitat provisional, va ser diputat a les Corts Espanyoles, i membre de l'Assemblea de Parlamentaris. També va formar part de la comissió final negociadora de l'Estatut d'Autonomia de Catalunya de 1979. El 1980 va encapçalar la llista del PSC a la presidència de la Generalitat de Catalunya, va ser diputat del Parlament de Catalunya. Entre 1983 i 1986 va ser ambaixador d'Espanya a França, i després senador per Barcelona de 1986 a 1995. Ha estat president de la Comissió d'Afers Exteriors i de la Comissió d'Autonomies i Administració Territorial del Senat d'Espanya.
El 30 de novembre de 1995 fou elegit president del Parlament de Catalunya amb els 75 vots de PSC, PPC, ERC i IC-V, enfront dels 60 vots de Convergència i Unió i prengué possessió del càrrec el 5 de desembre del mateix any. Fou president fins al final d'aquella legislatura, el 1999. L'any 2000 fou guardonat amb la Medalla d'Honor del Parlament de Catalunya i el 2005 amb la Medalla d'Or de la Generalitat de Catalunya a títol pòstum.
Víctima d'una llarga malaltia, va morir a Barcelona el gener de 2004.

## Obra publicada

### Assaig
- Dos infants i la guerra. Records de 1936-1939. Barcelona: Editorial El pi de les tres branques, 1974
- Amb un altre nom. Barcelona: Edicions 62, 1984 (Col·lecció El Balancí)
- Un sol combat. Barcelona: Ediciones Grijalbo, 1986 (Col·lecció/80)
- Petjades. Evocacions i semblances. Secretaria de Formació del PSC. Barcelona - 1989.
- Missió a París. Memòries d'un ambaixador. Barcelona: Edicions 62, 1992 (Col·lecció Biografies i Memòries)
- Noves Evocacions i semblances. Secretaria de Formació del PSC. Barcelona - 1993.
- Novíssimes semblances. Editorial Mediterrània & Fundació Rafael Campalans. Barcelona, 2000
- Amics, companys i mestres. Editorial Mediterrània & Fundació Rafael Campalans. Barcelona, 2006
- Tal com ho vaig viure [1927-1958]. Fundació Rafael Campalans. Barcelona - Desembre 2009.

### Poesia
Joan Reventós escrivia poesia sota el pseudònim de Pere Oliva.
- El Delta (1967)
- Serà quan comencin a daurar-se les fulles (1988)
- Els àngels no saben vetllar els morts (1996)
- Os anjos não sabem velar os mortos. Editorial Paralaxe Editora. São Paulo - Agost 2008. Edició bilingüe.